# Астероид класса B
Астероиды класса B — это сравнительно редкий класс астероидов, входящие в группу углеродных астероидов. Среди астероидной популяции объекты класса B преобладают главным образом во внешней части главного пояса астероидов, кроме того преобладают астероиды c наклонением орбиты, в частности семейство Паллады, которое включает в себя второй по величине астероид (2) Паллада. В них содержится исходный строительный материал, из которого формировалась наша солнечная система.

## Характеристики
В целом они схожи с астероидами класса С, но отличаются почти полным отсутствием поглощения на длине волны ниже 0,5 мкм и слегка голубоватый спектр. Альбедо таких объектов в целом выше, чем у других представителей углеродных астероидов, но всё равно очень низкое. Спектроскопические исследования позволили предположить, что основными составляющими поверхности являются безводные силикаты, гидратированные глинистые минералы, органические полимеры, магнититы и сульфиды. Наиболее подробно состав этих астероидов был изучен на примере углеродных хондритных метеоритов.
Большинство астероидов у которых замечены признаки кометной активности относятся именно к этому классу.
- (1655) Кома Сола
- (1705) Тапио
- (1724) Владимир
- (2382) Нони
- (2446) Луначарский
- (2527) Грегори
- (2629) Рудра
- (2659) Миллис
- (2708) Ожегов
- (2772) Дугана
- (2809) Вернадский
- (2816) Пьен
- (2973) Паола
- (3074) Попов
- (3566) Левитан
- (3579) Рокхолт
- (3627) Сайерс
- (3647) Дермотт
- (4124) Хэрриот
- (4396) Грессманн
- (4686) Майсика
- (4997) Ксана
- (5079) Брубек
- (5102) Бенфранклин
- (5133) Филиппадама
- (5222) Иоффе
- (5234) Сеченова
- (5330) Сенрикю
- (5344) Рябов
- (5690) 1992 ЕС
- (996) Хиларитас
- (895) Гелио
- (88) Фисба
- (867) Ковация
- (85) Ио
- (767) Бондия
- (702) Алауда
- (6500) Кодаира
- (62) Эрато
- (59) Элпида
- (560) Делила
- (555) Норма
- (541) Дебора
- (538) Фредерика
- (531) Церлина
- (526) Йена
- (47) Аглая
- (431) Нефела
- (383) Янина
- (372) Пальма
- (3671) Дионис
- (3581) Альварес
- (335) Роберта
- (3200) Фаэтон
- (3000) Леонардо
- (282) Клоринда
- (2629) Рудра
- (261) Примно
- (241) Германия
- (24) Фемида
- (222) Люция
- (2060) Хирон
- (2) Паллада
- (1539) Боррелли
- (1474) Бейра
- (101955) Бенну
- (523972) 1999 CW8
- (7753) 1988 XB
- (25330) 1999 КВ4
- (65679) 1989 UQ